# Arnaldo Di Maria
Arnaldo Di Maria (Genova, 3 dicembre 1935 – Genova, 16 febbraio 2011) è stato un ciclista su strada italiano, professionista dal 1960 al 1965.

## Carriera
Nato nel 1935 a Genova, e soprannominato Pupi, da dilettante vinse la Coppa Cagnazzo nel 1955 e il G.P. Valle Cellio nel 1960.
A ottobre dello stesso 1960, poco prima di compiere 25 anni, passò professionista con la Carpano. Con questa squadra prese poi parte al Giro d'Italia nel 1961, chiudendo 55º, al Tour de France l'anno successivo, ritirandosi prima dell'ottava tappa e alla Milano-Sanremo, arrivando 61º nel 1964, anno nel quale partecipò di nuovo al Giro d'Italia, terminando 85º. Ottenne anche un piazzamento nei primi 10 nella classifica generale al Giro di Svizzera nel 1961 (nono) e nello stesso anno vinse la classifica generale della Due giorni di Bordighera, corsa di due tappe.
Dopo un anno alla Molteni chiuse la carriera nel 1965, a 30 anni. Dopo il ritiro, nel 1973, aprì una pizzeria nella sua città e corse a livello amatoriale in alcune gare di rally tra il 1992 e il 1997.
Morì nel 2011, all'età di 75 anni.

## Palmarès
- 1955 (dilettanti)

Coppa Cagnazzo
- 1960 (dilettanti)

G.P. Valle Cellio
- 1961 (Carpano, una vittoria)

Classifica generale Due giorni di Bordighera

## Piazzamenti

### Grandi Giri
- Giro d'Italia

1961: 55º
1964: 85º
- Tour de France

1962: non partito (8ª tappa)

### Classiche monumento
- Milano-Sanremo

1964: 61º